# Jesen (album)
Jesen je sedamnaesti studijski album sastava Novi fosili.

## Popis pjesama
1. "Jesen je" - 3:33
(Rajko Dujmić i Nenad Ninčević, Rajko Dujmić i Nenad Ninčević, Goran Mačužić)
2. "Oči tvoje govore" - 3:10
(Rajko Dujmić i Jadranka Stojaković, Rajko Dujmić i Ivo Lesić, Goran Mačužić)
3. "Na tuđem ramenu" - 3:35
(Rajko Dujmić i Nenad Ninčević, Rajko Dujmić i Nenad Ninčević, Rajko Dujmić i Ivo Lesić i Goran Mačužić)
4. "Daj mi minutu" - 2:40
(Rajko Dujmić i Nenad Ninčević, Rajko Dujmić i Nenad Ninčević, Rajko Dujmić i Ivo Lesić i Goran Mačužić)
5. "Tvoje plave kose" - 3:12
(Rajko Dujmić, Faruk Buljubašić, Rajko Dujmić i Ivo Lesić i Goran Mačužić)
6. "Pozdravimo se" - 3:47
(Rajko Dujmić i Nenad Ninčević, Rajko Dujmić i Nenad Ninčević, Goran Mačužić)
7. "Jedna duša" - 3:24
(Rajko Dujmić i Nenad Ninčević, Rajko Dujmić i Nenad Ninčević, Rajko Dujmić i Goran Mačužić)
8. "Živim ja" - 3:53
(Rajko Dujmić i Nenad Ninčević, Rajko Dujmić i Nenad Ninčević, Rajko Dujmić i Ivo Lesić i Goran Mačužić)
9. "Guram" - 2:28
(Rajko Dujmić, Robert Pilepić, Rajko Dujmić i Franjo Valentić)